# Alfred Mende
Alfred Mende (* 13. September 1886 in Freibergsdorf; † 14. Dezember 1975 in Freiberg) war ein Dachdecker, Schausteller, Händler, Modellierer, Bergbaukenner und wurde als Freiberger Stadtoriginal Schlamende, Schlahmende oder Kalmus genannt. 
2009 wurde die vom Freiberger Kunstverein verliehene „Kalmus-Plakette“ erstmals an Siegmar Cholet, einen Pantomimen und Kabarettisten, verliehen. Diese Plakette erinnert an Alfred Mende, den „Kalmus“.

## Name
Dem Familiennamen Mende wird ein dialektales „Schla-“ oder „Schlah-“, welches entweder auf das Verb „schlagen“ zurückzuführen oder eine Anspielung auf das Adjektiv „schlampig“ ist, vorangestellt.

## Legenden
Am bekanntesten war sein sogenanntes Buckelbergwerk, mit welchem er ohne behördliche Genehmigung auf jedem Jahrmarkt und Volksfest und Weihnachtsmärkten (heute Freiberger Christmarkt) erschien. Dieses Buckelbergwerk wurde als das „Bergwerk von Mende“, „Mende-Schacht“ oder „Menden-Schacht“ (welcher tatsächlich unter diesem Namen im Freiberger Bergbaurevier existierte) bezeichnet. Gegen ein geringes Entgelt wurden die Schranktüren, die gegen Wettereinflüsse und vor „unbezahlten“ Blicken schützten, geöffnet. Seine Modelle und Figuren, die in einem alten, aus massivem Holz gefertigten Kleiderschrank untergebracht waren, waren aus Holz, Blech und Brotteig hergestellt und mit Farbe bemalt.
In strengen Wintern formte er Eisplastiken im Freiberger König-Albert-Park. Ein weiteres Zubrot verdiente er sich durch den Verkauf von Kalmus.
Mündlich überliefert ist, dass er mit den Studenten der TU Bergakademie Freiberg zahlreiche Wetten einging und sie häufig gewann. So zum Beispiel, dass er für 20 Mark auf dem Obermarkt seine Fäzes hinterlässt, ohne dass er öffentliches Ärgernis erregt. Mende löste dies – so die Legende – durch Hinhocken und unter Benutzung eines großen, langen Mantels als Bekleidungsstück.